# Andreas Riemer
Andreas Riemer (* 23. August 1963 in Wien) ist ein österreichischer Beamter und Bezirkshauptmann im Bezirk Tulln.
Andreas Riemer studierte an der Universität Wien Rechtswissenschaften, was er mit dem Akademischen Grad Mag. iur. abschloss. Im Anschluss absolvierte er seine Gerichtspraxis am Straflandesgericht Wien und am Bezirksgericht Zwettl.
Im November 1991 trat er in den niederösterreichischen Landesdienst an der Bezirkshauptmannschaft Gänserndorf ein. Ab dem Jahr 2000 arbeitete Riemer an der Bezirkshauptmannschaft St.Pölten-Land als Bezirkshauptmann-Stellvertreter. 2003 erfolgte der Wechsel zur Bezirkshauptmannschaft Amstetten.
Seit 9. Mai 2006 ist Andreas Riemer Bezirkshauptmann im Bezirk Tulln, wo er Johann Lampeitl nachfolgte, der in seinen Heimat-Bezirk Waidhofen an der Thaya wechselte.
Er ist verheiratet, hat zwei Söhne und lebt in Tulln. Seit 1981 ist er Mitglied der katholischen Studentenverbindung KaV Norica Wien.